# Опелика
Опелика (на английски: Opelika) е град и седалище на окръг Лий в източно-централната част на американския щат Алабама. Според преброяването през 2020 г. населението на Опелика е 30 995 души.

## История
Районът на Опелика е заселен за първи път през 1832 г. след подписването на Договора от Кусета от правителството на САЩ и нацията Крийк. Този договор поставя земята и всички други територии на Крийк на изток от река Мисисипи под владение на правителството на Съединените щати. Въпреки че територията сега принадлежи на САЩ, Опелика запазва името си Крийк, което се превежда като „голямо блато“.
Две десетилетия след заселването, Опелика е обявен за град на 9 февруари 1854 г. благодарение на бързия си растеж. Този растеж се дължи на железопътните линии на Montgomery & West Point Railroad Company, които пресичат града и служат като основно средство за транспортиране на необработен памук между северните и южните територии. По-късно Опелика получава нова харта през 1870 г. и нейният бърз растеж продължава. Градът почти се е удвоил по площ между 1870 и 1900 г.
През 1882 г. две фракции твърдят, че управляват градското правителство, едната, известна като „Барската стая“, оглавявана от кмета Дънбар, пазач на салон, и друга, известна като „Гражданите“. При бунт в края на ноември – декември същата година дузина мъже са ранени и няколко са убити. Гражданите претендират за контрол над града чрез изборите, но Дънбар отказва да се предаде. След продължаващо насилие законодателният орган на щата отмени хартата на града и губернаторът изпрати милиция да възстанови реда. Законодателната власт назначава петима комисари да управляват града, ситуация, която продължава до 1899 г. През същата година законодателната власт възстановява хартата на града.
- Мемориал през градското кметство
- Сграда н историческия район „Нортсайд“
- Федералната сграда „Джордж У. Андрюс“ първоначално построена като пощенска служба през 1915 г.
- Индустриален парк на града